# 2010-es ír labdarúgó-bajnokság (első osztály)
A 2010-es FAI League of Ireland Premier Division (szponzorált nevén: Airtricity Premier Division) az ír labdarúgó-bajnokság legmagasabb szintű versenyének 90. alkalommal megrendezett bajnoki éve volt. A pontvadászat 10 csapat részvételével 2010. március 5-én indult, és október 29-én ért véget.
A bajnokságot jobb gólkülönbségének köszönhetően a Shamrock Rovers nyerte meg a címvédő Bohemians előtt. Ez volt a klub 16. bajnoki címe. Mivel a bajnoki 4. helyezett Sporting Fingal pénzügyi nehézségei miatt előbb visszalépett a 2011-es élvonalbeli küzdelmektől, később bejelentették a klub feloszlatását is, az utolsó helyezett Drogheda United az élvonalban maradhatott, tényleges kieső nem volt. A másodosztályból az egy évvel korábban licencproblémák miatt visszasorolt Derry City jutott fel.
A gólkirályi címet a bajnokcsapat skót csatára, Gary Twigg nyerte el 20 találattal, az Év Játékosá-nak járó díjat a Sligo Rovers középpályása, Richie Ryan vehette át.

## A bajnokság rendszere
A pontvadászat 10 csapat részvételével zajlott, a csapatok a tavaszi-őszi lebonyolításban oda-visszavágós, körmérkőzéses rendszerben mérkőztek meg egymással. Minden csapat minden csapattal négyszer játszott: kétszer pályaválasztóként, kétszer pedig vendégként.
A bajnokság végső sorrendjét a 36 forduló mérkőzéseinek eredményei határozták meg a szerzett összpontszám alapján kialakított rangsor szerint. A mérkőzések győztes csapatai 3 pontot, döntetlen esetén mindkét csapat 1-1 pontot kapott. Vereség esetén nem járt pont. A bajnokság első helyezett csapata a legtöbb összpontszámot szerzett egyesület, míg az utolsó helyezett csapat a legkevesebb összpontszámot szerzett egyesület volt.
Azonos összpontszám esetén a bajnoki sorrendet az alábbi szempontok alapján határozták meg:
1. a bajnoki mérkőzések gólkülönbsége
2. a bajnoki mérkőzéseken szerzett gólok száma

A pontvadászat győztese lett a 2010–11-es ír bajnok, az utolsó helyezett egyenes ágon kiesett a másodosztályba, a 8. és 9. helyezett pedig osztályozót játszott a másodvonal bronzérmes, illetve ezüstérmes csapatával. A párosítások győztesei szereztek élvonalbeli tagságot.

## Változások a 2009-es szezonhoz képest
Mivel a 2009-es szezon másodosztályú bronzérmes csapata, a Cork City nem kapott az induláshoz elengedhetetlenül szükséges élvonalbeli licencet, ezért az osztályozót elbukó Bray Wanderers megtarthatta élvonalbeli tagságát.
Kiesett a másodosztályba
- Derry City (kizárták)

Feljutott az élvonalba
- University College Dublin, a másodosztály győztese
- Sporting Fingal, az osztályozó győztese

## Részt vevő csapatok
| Csapat                    | Székhely | Stadion          | 2009        |
| ------------------------- | -------- | ---------------- | ----------- |
| Bohemians                 | Dublin   | Dailymount Park  | 1.          |
| Bray Wanderers            | Bray     | Carlisle Grounds | 10.         |
| Drogheda United           | Drogheda | O2 Park          | 9.          |
| Dundalk FC                | Dundalk  | Oriel Park       | 5.          |
| Galway United             | Galway   | Terryland Park   | 8.          |
| Shamrock Rovers           | Dublin   | Richmond Park    | 2.          |
| Sligo Rovers              | Sligo    | The Showgrounds  | 6.          |
| Sporting Fingal           | Dublin   | Morton Stadion   | 3. (II. o.) |
| St. Patrick’s Athletic    | Dublin   | Richmond Park    | 7.          |
| University College Dublin | Dublin   | UCD Bowl         | 1. (II. o.) |

## Végeredmény
| #   | Csapat                     | M  | GY | D  | V  | G+ – G– | GK  | P                                                           | Megjegyzések                                   |
| --- | -------------------------- | -- | -- | -- | -- | ------- | --- | ----------------------------------------------------------- | ---------------------------------------------- |
| 1.  | Shamrock Rovers (B)        | 36 | 19 | 10 | 7  | 57–34   | +23 | 67                                                          | 2011–2012-es Bajnokok Ligája – 2. selejtezőkör |
| 2.  | BohemiansCV                | 36 | 19 | 10 | 7  | 50–29   | +21 | 67                                                          | 2011–2012-es Európa-liga – 2. selejtezőkör     |
| 3.  | Sligo Rovers (KGY)         | 36 | 17 | 12 | 7  | 61–36   | +25 | 63                                                          | 2011–2012-es Európa-liga – 3. selejtezőkör1    |
| 4.  | Sporting FingalK, Ú        | 36 | 16 | 14 | 6  | 60–38   | +22 | 62                                                          | Megszűnt2                                      |
| 5.  | St. Patrick’s Athletic     | 36 | 16 | 9  | 11 | 55–33   | +22 | 57                                                          | 2011–2012-es Európa-liga – 1. selejtezőkör2    |
| 6.  | Dundalk FC                 | 36 | 14 | 6  | 16 | 46–50   | −4  | 48 \| rowspan = "2" style = "background-color: #fafafa;" \| |                                                |
| 7.  | University College DublinÚ | 36 | 11 | 8  | 17 | 47–54   | −7  | 41                                                          |                                                |
| 8.  | Galway United              | 36 | 9  | 11 | 16 | 38–59   | −21 | 38                                                          | Osztályozó                                     |
| 9.  | Bray Wanderers             | 36 | 6  | 9  | 21 | 35–72   | −37 | 27                                                          | Osztályozó                                     |
| 10. | Drogheda United            | 36 | 4  | 9  | 23 | 30–74   | −44 | 21                                                          | Megtarthatta élvonalbeli tagságát3             |

Forrás: Soccerway (angolul) 
A rangsorolás alapszabályai: 1. összpontszám, 2. egymás elleni eredmények összpontszáma, 3. gólkülönbség, 4. szerzett gólok száma.
1A Sligo Rovers nyerte a 2010-es ír kupát, így a 2011–2012-es Európa-liga 3. selejtezőkörében indult.
2A Sporting Fingal pénzügyi nehézségei miatt 2011 februárjában visszavonta élvonalbeli licenckérelmét, majd néhány nappal később bejelentették a klub megszűnését is. Mivel a bajnoki bronzérmes Sligo Rovers nyerte az ír kupát, és a 4. helyezett Sporting Fingal megszűnt, az 5. helyezett St. Patrick’s Athletic indulhat a 2011–2012-es Európa-liga 1. selejtezőkörében.
3A Sporting Fingal visszalépése majd megszűnése miatt az utolsó helyezett Drogheda United az élvonalban maradhatott.
(B): Bajnokcsapat, (K): Kieső csapat, (F): Feljutó csapat, (I): Kupainduló, (R): A rájátszás győztese, (KGY): Kupagyőztes

## Eredmények

### Az 1–18. forduló eredményei
| Hazai \ Vendég1           | BOH | BWA | DRO | DUN | GAL | SHA | SLI | SPO | STP | UCD |
| Bohemians                 |     | 2–0 | 1–0 | 3–0 | 2–3 | 0–0 | 0–0 | 1–0 | 1–1 | 0–0 |
| Bray Wanderers            | 0–2 |     | 2–2 | 0–1 | 0–2 | 0–0 | 2–3 | 1–3 | 0–4 | 0–6 |
| Drogheda United           | 2–4 | 0–0 |     | 1–3 | 0–1 | 0–2 | 2–2 | 1–1 | 2–1 | 0–3 |
| Dundalk FC                | 1–0 | 2–3 | 2–2 |     | 0–0 | 2–1 | 1–0 | 1–2 | 0–0 | 3–0 |
| Galway United             | 2–2 | 2–1 | 3–1 | 0–1 |     | 0–1 | 0–0 | 2–2 | 0–2 | 2–2 |
| Shamrock Rovers           | 1–0 | 1–0 | 1–1 | 0–2 | 2–0 |     | 1–1 | 1–1 | 0–2 | 0–0 |
| Sligo Rovers              | 1–2 | 5–1 | 6–0 | 2–2 | 1–0 | 1–1 |     | 0–1 | 0–0 | 2–1 |
| Sporting Fingal           | 0–2 | 1–0 | 4–1 | 2–1 | 2–0 | 1–1 | 1–1 |     | 2–3 | 1–2 |
| St. Patrick’s Athletic    | 3–1 | 3–0 | 0–1 | 1–0 | 2–0 | 1–2 | 1–0 | 0–0 |     | 3–0 |
| University College Dublin | 1–2 | 1–0 | 2–0 | 3–1 | 0–0 | 1–2 | 0–2 | 0–0 | 1–0 |     |

Forrás: Soccerway (angolul) 
1A hazai csapatok a bal oldali oszlopban szerepelnek.
Színek: Zöld = hazai győzelem; Sárga = döntetlen; Piros = vendéggyőzelem.
 

### A 19–36. forduló eredményei
| Hazai \ Vendég1           | BOH | BWA | DRO | DUN | GAL | SHA | SLI | SPO | STP | UCD |
| Bohemians                 |     | 0–0 | 2–0 | 3–1 | 0–2 | 1–0 | 2–0 | 1–1 | 1–1 | 3–1 |
| Bray Wanderers            | 0–3 |     | 1–1 | 2–0 | 4–0 | 2–2 | 1–3 | 0–3 | 3–2 | 2–2 |
| Drogheda United           | 0–1 | 0–2 |     | 1–3 | 3–3 | 0–2 | 2–3 | 0–4 | 0–3 | 1–0 |
| Dundalk FC                | 1–2 | 0–2 | 2–1 |     | 3–0 | 5–1 | 2–4 | 0–2 | 0–3 | 1–1 |
| Galway United             | 3–2 | 2–2 | 2–1 | 1–1 |     | 0–1 | 2–2 | 0–1 | 1–1 | 1–4 |
| Shamrock Rovers           | 3–0 | 4–1 | 2–0 | 4–0 | 3–0 |     | 1–0 | 1–2 | 2–1 | 4–1 |
| Sligo Rovers              | 1–1 | 2–1 | 2–1 | 1–0 | 3–0 | 1–2 |     | 4–3 | 1–0 | 4–0 |
| Sporting Fingal           | 0–0 | 2–2 | 1–2 | 1–0 | 3–1 | 3–3 | 1–1 |     | 2–2 | 4–1 |
| St. Patrick’s Athletic    | 0–1 | 2–0 | 2–0 | 1–2 | 4–2 | 1–3 | 0–0 | 1–1 |     | 2–1 |
| University College Dublin | 0–2 | 4–0 | 1–1 | 0–2 | 0–1 | 3–2 | 1–2 | 1–2 | 3–2 |     |

Forrás: Soccerway (angolul) 
1A hazai csapatok a bal oldali oszlopban szerepelnek.
Színek: Zöld = hazai győzelem; Sárga = döntetlen; Piros = vendéggyőzelem.
 

## A góllövőlista élmezőnye
Forrás: Airtricity League Stats Centre.
20 gólos
- Gary Twigg (Shamrock Rovers)

17 gólos
- Pádraig Amond (Sligo Rovers)

15 gólos
- Ciarán Kilduff (University College Dublin)

14 gólos
- Jake Kelly (Bray Wanderers)

12 gólos
- Jason Byrne (Bohemians)
- Fahrudin Kuduzović (Dundalk FC)

11 gólos
- Gary O'Neill (Sporting Fingal)

10 gólos
- Paddy Madden (Bohemians)

8 gólos
- Stephen O'Donnell (Galway United)
- Karl Sheppard (Galway United)
- Vinny Faherty (St. Patrick’s Athletic)
- Thomas Stewart (Shamrock Rovers)
- Ronan Finn (Sporting Fingal)
- Éamon Zayed (Sporting Fingal)
- David McMillan (University College Dublin)

## Osztályozó
Az osztályozók során az élvonal 8. és 9. helyezettje, valamint a másodosztály ezüst- és bronzérmese vívott egymérkőzéses párharcot. A elődöntők győztes csapatai kerültek az osztályozó döntőjébe, ahol oda-visszavágós rendszerben mérkőztek meg egymással.

### Elődöntők

#### „A”-mérkőzés
| 2010. november 2. 19.45 (GMT) |

| Galway United              | 1–0         | Bray Wanderers |
| -------------------------- | ----------- | -------------- |
| Sheppard 16' O'Brien 90+2′ | Jegyzőkönyv | Mitchell 82′   |

| Terryland Park, Galway Nézőszám: 1 432 Játékvezető: Hancock |

#### „B”-mérkőzés
| 2010. november 2. 19.45 (GMT) |

| Waterford United | 1–3               | Monaghan United      |
| ---------------- | ----------------- | -------------------- |
| Kearney 65'      | (0–1) Jegyzőkönyv | Lynch 28' Hughes 58' |

| Waterfordi Regionális Sportközpont, Waterford Nézőszám: 1 462 Játékvezető: McLoughlin |

### Döntő

#### 1. mérkőzés
| 2010. november 5. 19.45 (GMT) |

| Monaghan United | 0–0         | Bray Wanderers |
| --------------- | ----------- | -------------- |
|                 | Jegyzőkönyv | Gregg 89′      |

| Gortakeegan, Monaghan Játékvezető: Hancock |

#### 2. mérkőzés
| 2010. november 8. 19.45 (GMT) |

| Bray Wanderers                                           | 1–1 (h. u.)       | Monaghan United                                                  |
| -------------------------------------------------------- | ----------------- | ---------------------------------------------------------------- |
| Kelly 120+2'                                             | (0–0) Jegyzőkönyv | Shields 118' (öngól)                                             |
| Büntetőpárbaj                                            |                   |                                                                  |
| Dempsey Kelly Shaw Massey O'Connor Doyle O'Neill Shields | 7–6               | Bermingham Hughes Gartland Clancy Byrne Tierney McCrossan Whelan |

| Carlisle Grounds, Bray Játékvezető: Hanney |

A Bray Wanderers nyerte az osztályozót, így megtartotta élvonalbeli tagságát.

## Nemzetközikupa-szereplés

### Eredmények
| Csapat          | Kupa            | Forduló         | Ellenfél        | 1. mérk. | 2. mérk. | Össz. |
| --------------- | --------------- | --------------- | --------------- | -------- | -------- | ----- |
| Bohemians       | Bajnokok Ligája | 2. selejtezőkör | The New Saints  | 1–0      | 0–4      | 1–4   |
| Sporting Fingal | Európa-liga     | 2. selejtezőkör | Marítimo        | 2–3      | 2–3      | 4–6   |
| Shamrock Rovers | Európa-liga     | 2. selejtezőkör | Bné Jehuda      | 1–1      | 1–0      | 2–1   |
| Shamrock Rovers | Európa-liga     | 3. selejtezőkör | Juventus        | 0–2      | 0–1      | 0–3   |
| Dundalk FC      | Európa-liga     | 1. selejtezőkör | CS Grevenmacher | 3–3      | 2–1      | 5–4   |
| Dundalk FC      | Európa-liga     | 2. selejtezőkör | Levszki Szofija | 0–6      | 0–2      | 0–8   |

Megjegyzés: Az eredmények minden esetben az ír labdarúgócsapatok szemszögéből értendőek, a dőlten írt mérkőzéseket pályaválasztóként játszották.

### UEFA-együttható
A nemzeti labdarúgó-bajnokságok UEFA-együtthatóját az ír csapatok Bajnokok Ligája-, és Európa-liga-eredményeiből számítják ki. Írország a 2010–11-es bajnoki évben 1,000 pontot szerzett, ezzel a 40. helyen zárt.
| Csapat          | SGY | SD | SV | GY | D | V | Bónusz | Pont  | Átlag |
| --------------- | --- | -- | -- | -- | - | - | ------ | ----- | ----- |
| Bohemians       | 1   | 0  | 1  | 0  | 0 | 0 | 0,000  | 1,000 |       |
| Sporting Fingal | 0   | 0  | 2  | 0  | 0 | 0 | 0,000  | 0,000 |       |
| Shamrock Rovers | 1   | 1  | 2  | 0  | 0 | 0 | 0,000  | 1,500 |       |
| Dundalk FC      | 1   | 1  | 2  | 0  | 0 | 0 | 0,000  | 1,500 |       |
| Összesen        | 3   | 2  | 7  | 0  | 0 | 0 | 0,000  | 4,000 | 1,000 |

## Külső hivatkozások
- Hivatalos oldal (angolul)
- Eredmények és tabella az rsssf.com-on (angolul)
- Eredmények és tabella a Soccerwayen (angolul)